# Minuartia glomerata
Minuartia glomerata là loài thực vật có hoa thuộc họ Cẩm chướng. Loài này được (M.Bieb.) Degen mô tả khoa học đầu tiên năm 1910.